# Eupogonius flavocinctus
Eupogonius flavocinctus là một loài bọ cánh cứng trong họ Cerambycidae.